# Judwaa
Pour plus de détails, voir Fiche technique et Distribution.
Judwaa est un film réalisé par David Dhawan, sorti en 1997.

## Synopsis
Le film narre l'histoire de deux frères jumeaux interprété par Salman Khan qui ont une vision totalement différente de la vie, il y a tout d'abord (Prem) qui est calme et mature et (Raja) qui totalement différent de son frère jumeaux.

## Terrain
Jayantilal "Ratan" Pandey (Deepak Shirke) est un criminel impitoyable. ACP Sanjay Path "S. P." Malhotra (Dalip Tahil) l'arrête. Ratan se blesse et est emmené à l'hôpital, où ACP Malhotra attend sa femme Geeta Malhotra ( Reema Lagoo ), qui est en travail. Elle donne naissance à des jumeaux. Le médecin explique que les deux bébés ont une mentalité de réflexion, ce qui signifie que "ce qui se passe avec un bébé peut être ressenti et reflété par un autre", selon la proximité entre eux. Ratan s'échappe et emmène l'un des jumeaux avec lui, blessant Geeta. ACP Malhotra va derrière lui, mais incapable de retrouver son fils, tire sur Ratan en fuyant pour l'arrêter. Le gamin grandit sous le nom de Raja (Omkar Kapoor, puis Salman Khan) et trouve une fille, Neelam qu'il adopte comme sa sœur. Il retrouve une autre orpheline, Rangeela Prakash (Siddhanth Kapoor, puis Shakti Kapoor) et devient son ami. Ensemble, ils s'occupent de la fille et deviennent de petits voleurs.
D'un autre côté, Geeta tombe en dépression et devient paralysée. ACP Malhotra l'emmène aux États-Unis pour son traitement, où l'autre jumeau nommé Prem Malhotra (également Salman Khan) est élevé. Il vient en Inde en tant que rock star pour un spectacle. Il est reçu par Kishan Sharma ( Kader Khan ), qui est l'ami de son père et souhaite lui marier sa fille Mala Sharma ( Karisma Kapoor ). Mais Mala est amoureuse de Raja. A l'aéroport, Prem retrouve Roopa Batwani (Rambha), fille de Sundari Batwani (Bindu), l'organisateur de ses spectacles publics. Prem tombe amoureux de Roopa. Tony ( Jack Gaud ), le neveu de Sundari, souhaite également épouser Roopa. Pendant ce temps, Mala comprend mal Prem pour Raja et commence à flirter avec lui. Un jour, Raja et Prem se voient dans un restaurant et découvrent qu'ils sont identiques, ce qui entraîne des malentendus hilarants.
Pendant ce temps, la sœur de Raja, Neelam (Sheetal Joshi), voit le crétin local Ratanlal "Tiger" Pandey (Mukesh Rishi) qui est le fils de Ratan, tuant un inspecteur sur la route et devient un témoin essentiel du meurtre au tribunal. Enragé, Tiger l'agresse et la menace de ne pas signaler son crime à la police. Mais en conséquence, Tiger a été sévèrement battu par Raja, le rendant plus vengeur contre Raja et Neelam. Pour accomplir sa vengeance, il envoie son homme de main nommé Tommy (Shashi Kiran) pour être le marié de Neelam mais Raja et Rangeela découvrent son plan et épousent Neelam avec quelqu'un d'autre. Le tribunal annonce la condamnation à mort de Tiger pour le meurtre de l'inspecteur qu'il a abattu plus tôt. Les jours passent, Neelam tombe enceinte et elle est admise à l'hôpital pour son accouchement. Raja demande à Prem de rester à l'hôpital car il cherche de l'argent. Prem rend visite à son père, ACP Malhotra. Au même moment, Tiger s'échappe de prison pour kidnapper Neelam et reconnaît ACP Malhotra, qui a tiré sur son père Ratan et découvre que Raja est son fils. Il fait chanter Raja pour qu'ACP Malhotra libère Neelam. Raja, qui ne sait pas qu'ACP Malhotra est son vrai père, se rend chez lui où Geeta sort également de la paralysie par le toucher de Raja, et il vient voir la vérité qu'ils sont ses vrais parents et Prem est son frère jumeau. Enfin, Raja et Prem se réunissent pour protéger leur père de Tiger, et l'histoire se termine avec le duo épousant leurs dames respectives.

## Fiche technique
- Titre :
- Titre original :
- Réalisation :
- Scénario :
- Photographie :
- Montage :
- Musique :
- Direction artistique :
- Décors :
- Costumes :
- Son :
- Producteur :
- Société de production :
- Société de distribution :
- Budget :
- Pays d'origine :
- Tournage :
- Langue :
- Format :
- Genre :
- Durée :
- Dates de sortie :

## Distribution
- Salman Khan
- Karisma Kapoor
- Rhamba

## Box-office
Le film fut un hit, avec plus de 647 800 000 de roupies, il se classe à la vingt-troisième place des films les plus vues entre 1995-1999.